# Robin Wright
Robin Virginia Gayle Wright (Dallas, 8 april 1966) is een Amerikaanse actrice, regisseuse en producent. Ze won in 2014 een Golden Globe voor haar hoofdrol als  Claire Underwood in de dramaserie House of Cards, waarvoor ze tevens de regie van enkele afleveringen op zich nam. Ze werd eerder voor eenzelfde Globe genomineerd in 1995, voor haar bijrol als Jenny Curran in de dramafilm Forrest Gump. Wright maakte in 1983 haar acteerdebuut als Barbara Anderson in de dramaserie The Yellow Rose. Haar filmdebuut volgde in 1986 als Lori Stanton in de misdaadkomedie Hollywood Vice Squad.

## Privé
Van 1984 tot 1986 was Wright getrouwd met acteur Dane Witherspoon die ze in 1984 had ontmoet bij de opnamen van de soap Santa Barbara.
Wright trouwde in 1996 met haar tweede echtgenoot, acteur Sean Penn. De twee leerden elkaar kennen op de set van het gangster-epos State of Grace (1990). Het stel kreeg twee kinderen, een dochter in 1991 en een zoon in 1993. Nadat Wright het slachtoffer werd van een carjacking, verhuisde ze met haar gezin van Los Angeles naar Ross. Penn en Wright hadden jarenlang een knipperlichtrelatie, waarna er tweemaal een echtscheiding werd aangevraagd en weer ingetrokken. Op 12 augustus 2009 werd er voor de derde keer een echtscheiding aangevraagd, die dit keer definitief werd op 22 juli 2010.
In 2018 trouwde ze voor een derde keer en ditmaal met de Franse zakenman Clément Giraudet. Op 24 september 2022 werd bekend dat ook dit huwelijk zou eindigen in een scheiding.

## Filmografie

### Film
*Exclusief televisiefilms
| - Damsel (2024) - Queen Isabelle - Devil's Peak (2023) - Virgie - Zack Snyder's Justice League (2021) - General Antiope - Land (2021) - Edee Mathis - Blade Runner 2049 (2017) – Inspecteur Joshi - Wonder Woman (2017) – Antiope - Everest (2015) – Peach - A Most Wanted Man (2014) – Martha Sullivan - The Congress (2013) – Robin Wright - Two Mothers (2013) – Roz - The Girl with the Dragon Tattoo (2011) – Erika Berger - Rampart (2011) – Linda Fentress - Moneyball (2011) – Sharon - The Conspirator (2010) – Mary Surratt - A Christmas Carol (2009) – Fan / Belle - State of Play (2009) – Anne Collins - The Private Lives of Pippa Lee (2009) – Pippa Lee - New York, I Love You (2008) – Anna - What Just Happened? (2008) – Kelly - Beowulf (2007) – Wealthow - Hounddog (2007) – Stranger Lady - Breaking and Entering (2006) – Liv | - Sorry, Haters (2005) – Phoebe Torrence - Nine Lives (2005) – Diana - A Home at the End of the World (2004) – Clare - Virgin (2003) – Mrs. Reynolds - The Singing Detective (2003) – Nicola / Nina / Blonde - White Oleander (2002) – Starr - The Pledge (2001) – Lori - Unbreakable (2000) – Audrey Dunn - How to Kill Your Neighbor's Dog (2000) – Melanie McGowen - Message in a Bottle (1999) – Theresa Osborne - Hurlyburly (1998) – Darlene - She's So Lovely (1997) – Maureen Murphy Quinn - Loved (1997) – Hedda Amerson - Moll Flanders (1996) – Moll Flanders - The Crossing Guard (1995) – Jojo - Forrest Gump (1994) – Jenny Curran - Toys (1992) – Gwen Tyler - The Playboys (1992) – Tara Maguire - State of Grace (1990) – Kathleen Flannery - Denial (1990) – Sara / Loon - The Princess Bride (1987) – Buttercup - Hollywood Vice Squad (1986) – Lori Stanton |

### Televisieseries
*Exclusief eenmalige gastrollen
- House of Cards – Claire Underwood (2013-2018)
- Enlightened – Sandy (2011, twee afleveringen)
- Santa Barbara – Kelly Capwell (1984-1988, 453 afleveringen)
- The Yellow Rose – Barbara Anderson (1983-1984, twee afleveringen)

### Regie
- Ozark (2022, season 4)
- Land (2021)
- House of Cards (2014-2015, 3 afl.)